# Rimula frenulata
Rimula frenulata är en snäckart som först beskrevs av Dall 1889.  Rimula frenulata ingår i släktet Rimula och familjen nyckelhålssnäckor. Inga underarter finns listade i Catalogue of Life.